# دليكون
دليكون (بالألمانية: Dällikon) هي بلدية تقع في مقاطعة ديلسدورف الواقعة ضمن كانتون زيورخ في سويسرا. تبلغ مساحتها 4.49 كيلومتر مربع، ويقدر عدد سكانها بـ 4118 نسمة (حسب تعداد ديسمبر 2017).

## أعلام
- رولاند ماير